# Blinisht
Blinisht là một xã trong quận Lezhë thuộc hạt Lezhë, Albania. Dân số năm 2005 là 4517 người.